# 努瓦龙
努瓦龙（法語：Noiron，法語發音：[nwaʁɔ̃]）是法国上索恩省的一个市镇，属于沃苏勒区。

## 地理
努瓦龙（47°23'2"N, 5°37'44"E）面积5.58 平方千米，位于法国勃艮第-弗朗什-孔泰大區上索恩省，该省份为法国东部内陆省份，北起顺时针与孚日省、贝尔福地区省、杜省、汝拉省、科多尔省和上马恩省接壤。
与努瓦龙接壤的市镇（或旧市镇、城区）包括：格雷、阿尔桑、尚托奈、尚旺、勒特朗布卢瓦。
努瓦龙的时区为UTC+01:00、UTC+02:00（夏令时）。

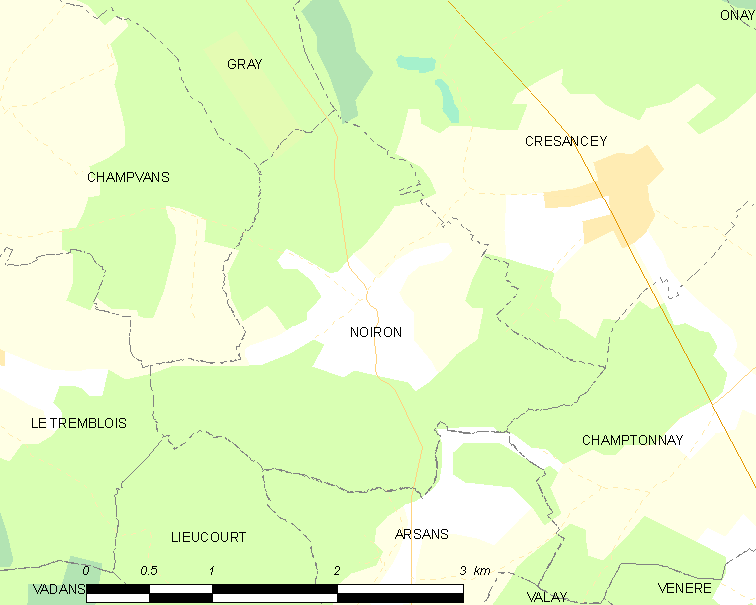
努瓦龙的OSM定位图

## 行政
努瓦龙的邮政编码为70100，INSEE市镇编码为70389。

## 政治
努瓦龙所属的省级选区为格雷县。

## 人口

1962-2008年间努瓦龙人口变化图示

努瓦龙于2022年1月1日时的人口数量为58人。